# Zona de libre comercio

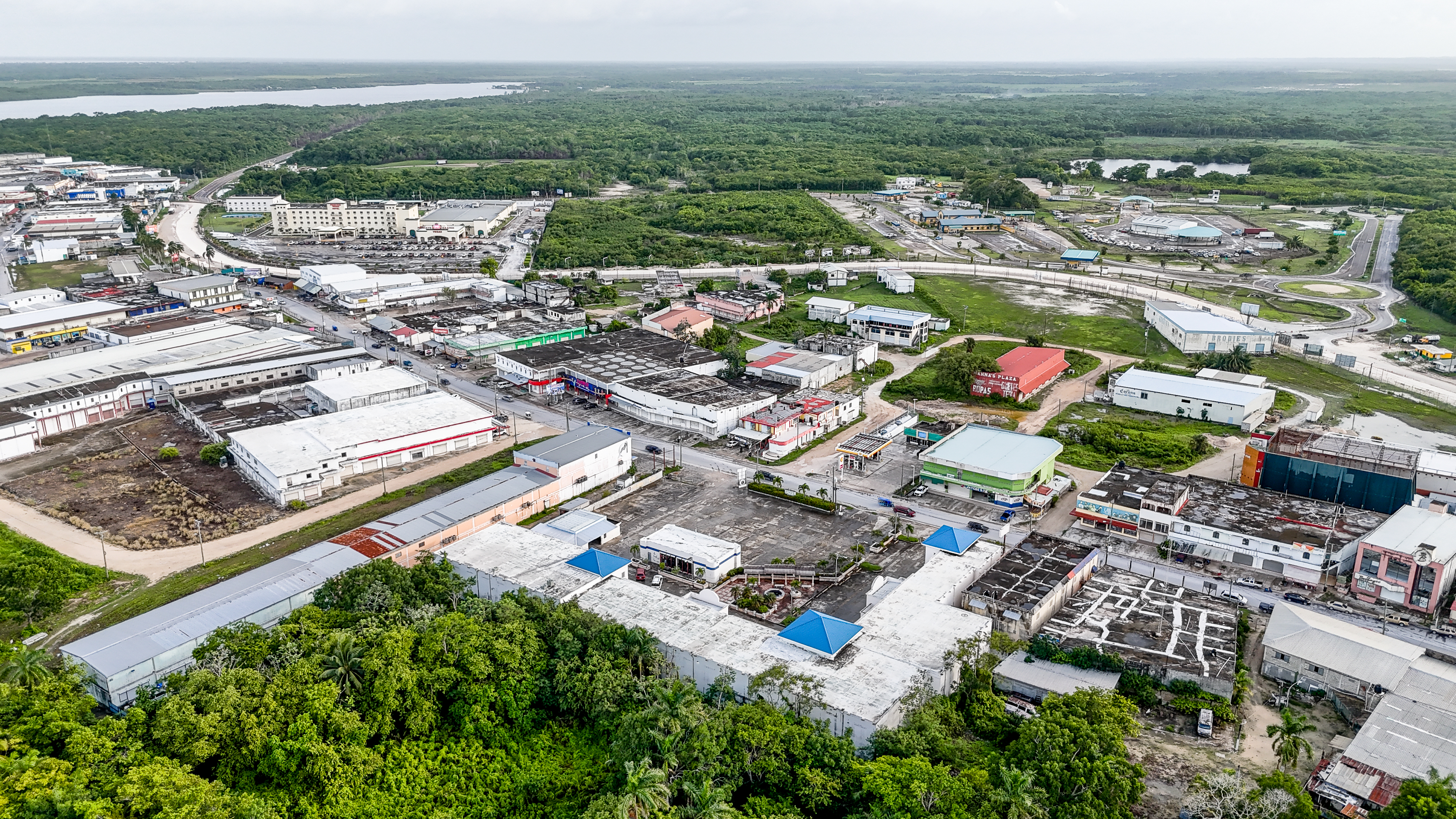
La zona de libre comercio de Santa Elena, Corozal, entre México y Belice.

Una zona de libre comercio (libre movilidad de bienes) es un área de un país donde algunas de las barreras comerciales como aranceles y cuotas se eliminan y se reducen los trámites burocráticos con la esperanza de atraer nuevos negocios e inversiones extranjeras. Es una región donde un grupo de países se ha puesto de acuerdo para reducir o eliminar las barreras comerciales. Las zonas de libre comercio pueden ser definidas como un trabajo intensivo que involucran el importe de materias primas o componentes y la exportación de productos de fábrica.
Área de libre comercio es una forma de integración que implica la supresión de barreras arancelarias y comerciales a la circulación de mercancías entre los países que la constituyan.
Una zona de libre comercio es aquella en donde los países firmantes del tratado se comprometen a anular entre sí los aranceles en frontera, es decir, los precios de todos los productos comerciales entre ellos serán los mismos para todos los integrantes de la zona, de forma que un país no puede aumentar (mediante aranceles a la importación) el precio de los bienes producidos en otro país que forma parte de la zona de libre comercio.

## Historia
La primera zona de comercio en el mundo, fue establecida por Shannon, Co. Clare. 
Las zonas de libre comercio en Latinoamérica se remontan a las primeras décadas del siglo XX. El primer reglamento de libre comercio en esta región se promulgó en Argentina y Uruguay en 1920. La Asociación Latinoamericana de Libre Comercio, fue creada en el Tratado de Montevideo de 1960 por Argentina, Bolivia, Brasil, Chile, México, Paraguay, Perú y Uruguay. Sin embargo, el rápido desarrollo de las zonas de libre comercio en la región data de finales de 1960 y comienzos de 1970. La Asociación Latinoamericana de Libre Comercio fue una integración comercial.
La mayoría de las zonas de libre comercio están ubicadas en los países en desarrollo: Brasil, Indonesia, El Salvador, China, Filipinas, Malasia, Bangladés, Pakistán, México, Costa Rica, Honduras, Guatemala, Kenia, y Madagascar. En 1997, 93 países habían establecido zonas francas industriales, empleando 22.5 millones de personas, y cinco años después, en 2003, las zonas francas industriales en 116 países habían empleado 43 millones de personas.
Por lo general, las zonas se establecen en zonas subdesarrolladas del país de acogida; la razón es que las zonas atraerán empleados y por lo tanto reducirá la pobreza y el desempleo, y estimulará la economía de la zona. [cita requerida]Estas zonas son utilizadas a menudo por corporaciones multinacionales para verificar las áreas de  fábricas para la producción a bajo costo de bienes como: ropa , zapatos , carteras , medias , algodón, etc.